# Хо Фань
Хо Фань или Хэ Фань (кит. 何藩, пиньинь Hé Fān; 1931, Шанхай, Китайская Республика — 19 июня 2016 года, Сан-Хосе, Калифорния, США) — гонконгский и тайваньский киноактёр, режиссёр (большей частью эротического жанра), продюсер, сценарист, кинооператор и всемирно известный фотограф и фотохудожник.

## Биография
Родился в Шанхае в семье кинорежиссёра. Cемья Хо Фаня переехала в Гонконг, когда он был подростком.
Кинокарьера Хо Фаня началась в 1961 году на студии «Shaw Brothers», где он работал сначала ассистентом режиссёра, а затем и актёром. В 1969 году покинул студию, одновременно большей частью отошёл от актёрской работы (хотя и сыграл ещё несколько ролей) и вернулся к режиссёрству и профессиональной фотографии. В последние годы жил в Сан-Хосе (Калифорния), периодически приезжая в Гонконг и Тайвань.

## Кинокарьера
Хо Фань начал свою кинокарьеру на студии «Shaw Brothers»; первой его известной работой стал фильм The Swallow (燕子盜) 1961 года c Линдой Линь Дай в главной роли, где он исполнял обязанности ассистента режиссёра.
При поиске руководством студии «новых лиц», Хо был переведен в актёрский состав, сыграв за 1963—1969 годы роли примерно в 20 фильмах, большей частью в ролях второго плана, хотя среди них есть и весьма известные, к примеру, роль Танского Монаха в тетралогии 1966—1968 годов по мотивам «Путешествия на Запад». Занимаясь в этот период большей частью актёрской работой, он, в то же время, снял как независимый режиссёр несколько короткометражных фильмов, один из которых, «Маленький человек в большом городе» (大都市 小人物, Big City Little Man, 30 минут) 1963 года, был удостоен «Почетного Сертификата» на Японском Международном фестивале 1964 года.
В 1969 году Хо Фань покинул студию «Shaw Brothers», чтобы развивать свою режиссёрскую карьеру, сняв вплоть до 1997 года ещё 27 фильмов с различными студиями Гонконга и Тайваня, включая тех же «Shaw Brothers» (на других правах). Три из его фильмов попали в «официальные выборы» международных фестивалей в Каннах, Берлине и Сан-Франциско; пять — были избраны в «Вечные Коллекции» государственных киноархивов Тайваня и Гонконга. По информации Марка Пинсуканханы, директора Modernbook Gallery в Пало-Альто (Калифорния), наиболее любимым фильмом режиссёра из собственных работ является Lost 1970 года, снятый им в сорежиссёрстве с Айви Лин По.
Помимо творчества в качестве независимого режиссёра, Хо снял ряд фильмов, сделавших его одним из родоначальников эстетико-эротического жанра в кино региона, включая Adventure In Denmark (1973), The Girl With The Long Hair (1975) Temptation Summary (1990), а также Yu Pui Tsuen (1986), послуживший базой для более известного Sex and Zen 1991 года.
Хо Фань также был членом жюри Тайваньских и Гонконгских фестивалей, присуждающих кинопремии Golden Horse и Hong Kong Film Award.

## Карьера фотохудожника
Фотографирование стало увлечением Хо Фаня ещё в детстве, после того, как отец подарил ему камеру Kodak Brownie, когда ему было 14. В 1949 он выиграл свою первую награду ещё в Шанхае. В 18 он приобрел Rolleiflex, на которую запечатлел Гонконг в процессе его превращения из небольшого города в мегаполис-государство. Владелец нью-йоркской галереи Лоренс Миллер, впервые увидевший работы Хо этого периода на выставке в Лос-Анджелесе в январе 2006 года, комментировал:

В них чувствовалась школа Баухауса, хотя сделаны они были в Гонконге — абстрактные и гуманистические в одно и то же время.
Оригинальный текст (англ.)They felt like direct descendants of the Bauhaus, yet they were made in Hong Kong. They were abstract and humanistic at the same time.".

Продолживший заниматься любимым делом на протяжении всей жизни, Хо Фань стал известен как автор нескольких книг, стал действительным и почетным членом ряда фотографических обществ и обществ искусств разных стран (включая США, Великобританию, Сингапур, Аргентину, Бразилию, Германию, Францию, Италию и Бельгию), заработал с 1956 года общим числом около 280 почетных титулов, наград и премий. Его работы широко представлены в галереях и частных коллекциях Америки, Европы и Азии.
Умер 19 июня 2016 года в Сан-Хосе (Калифорния) от пневмонии.

## Фильмография

### Актёрские работы
| Год  | Китайское название                           | Транслитерация                                                                           | Английское название                                                  | Русское название                                 | Роль                     |
| ---- | -------------------------------------------- | ---------------------------------------------------------------------------------------- | -------------------------------------------------------------------- | ------------------------------------------------ | ------------------------ |
| 1961 | 不了情                                       | bù liăo qíng                                                                             | Love Without End                                                     | Бесконечная любовь                               | младший брат Тан Пеннаня |
| 1963 | 原野奇俠傳                                   | yuányě qí xiá zhuàn                                                                      | Revenge of a Swordswoman                                             | Удивительные воины равнин                        | Линь Даоань              |
| 1964 | 雙鳳奇緣                                     | shuāng fèng qi yuán                                                                      | The Female Prince                                                    | Девушка-принц                                    | сводный брат Цинь Фэнсяо |
| 1965 | 紅伶涙                                       | hóng líng lèi                                                                            | Vermillion Door                                                      | Слёзы актёров                                    | Ло Шаохуа                |
| 1965 | 宋宫秘史                                     | Sòng gōng mì shĭ                                                                         | Inside the Forbidden City                                            | Тайные хроники Сунской династии                  | сын императрицы Ди       |
| 1966 | 女秀才                                       | nǚ xiùcai                                                                                | The Perfumed Arrow                                                   | Девушка-школяр                                   | Вэй Чжуанцзы             |
| 1965 | 藍與黑                                       | lán yŭ hēi                                                                               | The Blue and the Black                                               | Лазурь и тьма                                    | муж Хуэй Я               |
| 1966 | 西遊記                                       | Xīyóujì                                                                                  | The Monkey Goes West                                                 | Обезьяна идет на Запад / Путешествие на Запад    | Танский Монах Сюаньцзан  |
| 1966 | 鐵扇公主                                     | tiě shān gōngzhǔ                                                                         | Princess Iron Fan                                                    | Принцесса Железного Веера                        | Танский Монах Сюаньцзан  |
| 1966 | 歡樂青春                                     | huānlè qīngchūn                                                                          | The Joy of Spring                                                    | Радость юной весны                               |                          |
| 1967 | 盤絲洞                                       | pán sī dòng                                                                              | The Cave of the Silken Web                                           | Пещера Шелковой Паутины                          | Танский Монах Сюаньцзан  |
| 1967 | 慾海情魔                                     | yù hăi qíng mó                                                                           | Madame Slender Plum                                                  |                                                  | Сю Давэй                 |
| 1967 | 大俠復仇記                                   | dàxiá fù chóu jì                                                                         | Sweet Is Revenge                                                     | Сладкая месть                                    | Ли Давэй                 |
| 1967 | 珊珊                                         | Shānshān                                                                                 | Susanna (1967)                                                       | Шаньшань                                         | Ю Чжицзянь               |
| 1968 | 女兒國                                       | nǚ ér guó                                                                                | The Land of Many Perfumes                                            | Страна Женщин                                    | Танский Монах Сюаньцзан  |
| 1969 | 釣金龜                                       | diào jīn guī                                                                             | The Millionaire Chase                                                |                                                  | Сунь Цзявэнь             |
| 1969 | 香噴噴小姐                                   | hoeng1 pan1 pan1 siu2 ze2                                                                | Miss Fragrance / The Lovely Girl / The Perfumed Girl / My Sweet Lady |                                                  | доктор Линь Цзяньхуа     |
| 1970 | 大丈夫能屈能伸                               | da zhang fu neng qu neng shen                                                            | What’s Good for a Goose                                              |                                                  |                          |
| 1970 | 金劍 / 盲女金劍                              | máng nǚ jīn jiàn                                                                         | Golden Sword and the Blind Swordswoman                               | Золотой Меч / Слепая воительница с золотым мечом | гость                    |
| 1970 | 孟姜女 / 孟姜女哭倒長城 / 孟姜女哭倒萬里長城 | mèng jiāng nǚ / mèng jiāng nǚ kū dăo chángchéng / mèng jiāng nǚ kū dăo wàn lĭ chángchéng | The Great Wall                                                       |                                                  |                          |
| 1970 | 警告逃妻                                     | jĭngào táo qī                                                                            | From Home with Love                                                  |                                                  |                          |
| 1971 | 淘氣女歌手                                   | táo qì nǚ gēshŏu                                                                         | Song of Happy Life / Naughty Songstress                              |                                                  |                          |
| 1972 | 金玫瑰                                       | jīn méigui                                                                               | Golden Rose                                                          | Золотая Роза                                     |                          |
| 1973 | 梅山收七怪                                   |                                                                                          | Na Cha and the Seven Devils                                          | Нэчжа и семь демонов                             |                          |

### Режиссёрские и другие работы
(по умолчанию, во всех фильмах, кроме The Swallow, False Lady и 7 Days in Paris — режиссёр фильма; при необходимости, указана дополнительная роль в фильме)
| Год  | Китайское название                     | Транслитерация                                                           | Английское название                                                                    | Русское название                     | Комментарии                            |
| ---- | -------------------------------------- | ------------------------------------------------------------------------ | -------------------------------------------------------------------------------------- | ------------------------------------ | -------------------------------------- |
| 1961 | 燕子盜                                 | yànzi dào                                                                | The Swallow / The Swallow Thief                                                        |                                      | ассистент режиссёра                    |
| 1963 | 大都市 小人物                          | dà dū shì xiăn rén wù                                                    | Big City Little Man                                                                    | Маленький человек в большом городе   | короткометражный (30 минут)            |
| 1966 | 習作之                                 | xí zuō zhī                                                               | Home Work                                                                              | Домашняя работа                      | короткометражный (40 минут)            |
| 1970 |                                        | mei                                                                      | Lost                                                                                   |                                      | в сорежиссёрстве в Айви Лин По         |
| 1972 | 血愛                                   | xiě ài                                                                   | Love and Blood                                                                         | Кровь и любовь                       | III                                    |
| 1973 | 春滿丹麥                               | chūn măn dān mài                                                         | Adventure in Denmark                                                                   | Дания, полная страсти                | III                                    |
| 1974 | 空中少爺                               | kong zhong shao ye                                                       | The Adventurous Air-Steward                                                            |                                      |                                        |
| 1975 | 昨夜星辰昨夜風                         | Zuo ye xing chen zuo ye feng                                             | The Miserable Girl                                                                     |                                      |                                        |
| 1975 | 長髮姑娘                               | cháng fà gū niáng                                                        | Girl with the Long Hair                                                                | Девушка с длинными волосами          | III, оператор                          |
| 1976 | 賣身                                   | mài shēn                                                                 | Body for Sale                                                                          | Тело на продажу                      | III                                    |
| 1977 | 初哥初女初夜情 / 青春豆                | chu ge chu nu chu ye qing / qing chun dou                                | Innocent Lust                                                                          |                                      | III                                    |
| 1977 | 戇哥哥 / 花花世界戇哥哥 / 香港最後處男 | zhuang ge ge / hua hua shi jie zhuang ge ge / xiang gang zui hou chu nan | Go a Little Crazy                                                                      |                                      |                                        |
| 1978 | 淫獸                                   | yín shòu                                                                 | The Notorious Frameup                                                                  |                                      | III                                    |
| 1978 | 哈囉床上夜歸人                         | ha luo chuang shang ye gui ren                                           | Hello Sexy Late Homecomers                                                             |                                      | III                                    |
| 1982 | 花劫                                   | huā jié                                                                  | Expensive Tastes                                                                       |                                      |                                        |
| 1984 | 台北吾愛 / 姻緣道                      | Táiběi wú ài / yīn yuán dào                                              | Taipei my love / Two for the Road                                                      | Тайбэй, любовь моя / Вдвоем в дороге | сценарист                              |
| 1985 | 花女情狂                               | huā nǚ qíng kuáng                                                        | Smile Again                                                                            |                                      | III                                    |
| 1986 | 玉蒲團                                 | yù pú tuán                                                               | Yu Pui Tsuen                                                                           |                                      | III                                    |
| 1987 | 浮世風情繪                             | fu shi feng qing hui                                                     | Yu Pui Tsuen II / Yu Pui Tsuen / The Carnal Sutra Mat / Sex and Zen — The Virgin Years |                                      | III                                    |
| 1987 | 心鎖                                   | xīn suŏ                                                                  | Desire                                                                                 |                                      |                                        |
| 1988 | 愛燄濃情 / 慾燄濃情 / 黑道情           | ai yan nong qing / yu yan nong qing / hei dao qing                       | Brief Encounter                                                                        | Густое пламя страсти                 | III                                    |
| 1989 | 夜激情                                 | yè jīqíng                                                                | Erotic Nights                                                                          | Ночи страсти                         | III, сценарист                         |
| 1990 | 三度誘惑                               | San du you huo                                                           | Temptation Summary                                                                     |                                      | III                                    |
| 1991 | 我為卿狂 / 雲雨難忘我為卿狂            | wo wei qing kuang / yun yu nan wang wo wei qing kuang                    | Hidden Desire                                                                          |                                      | III                                    |
| 1991 | 四度誘惑                               | sì dù yòu huò                                                            | Temptation Summary II / Oriental Harem                                                 |                                      | III                                    |
| 1992 | 哎也女朋友                             | āi yě nǚpéngyou                                                          | False Lady                                                                             | Вот так девушка!                     | III, исполнительный режиссёр, продюсер |
| 1993 | 不羈的心 / 左靈右色                    | bu ji de xin / zuo ling you se                                           | Wild at heart                                                                          | Дикое сердце                         | III                                    |
| 1993 | 少女情懷總是詩                         | shàonǚ qíng huái zŏng shì                                                | 7 Days in Paris                                                                        |                                      | III, продюсер                          |
| 1994 | 罌粟                                   | yīng sù                                                                  | The Sichuan Concubines                                                                 |                                      | III                                    |
| 1997 | 豪門聖女 / 時代之風                    | háo mén shèng nǚ / shí dài zhī fēng                                      | L’Air Du Temps                                                                         | Героиня / Ветры времён               |                                        |

## Книги
- 何藩. 現代攝影欣賞. — 藝術圖書公司, 1972. — 208 с.
- 何藩. 街頭攝影叢談. — 藝術圖書公司, 1975. — 119 с.
- Полное собрание фоторабот Хо Фаня, отмеченных международными призами = 何藩國際大獎攝影全集. — 歐語, 1982.
- Fan Ho, John A. Bennette, Mark Pinsukanjana, Bryan Yedinak. Вчерашний день Гонконга = Hong Kong yesterday. — Modernbook, 2006. — 111 с. — ISBN 0977882829.
- Fan Ho. Живой театр = The Living Theatre. — Modernbook, 2008. — 176 с. — ISBN 0980104432.